# Viktor von Tschusi zu Schmidhoffen
Viktor von Tschusi zu Schmidhoffen est un ornithologue autrichien, né le 28 décembre 1847 à Smichow près de Prague et mort le 3 mars 1924 à Tännenhof près d'Hallein.

## Biographie
Passionné très tôt par l’histoire naturelle, il étudie à Vienne et commence à se spécialiser en ornithologie. En 1867, il devient membre de la Deutsche Ornithologische Gesellschaft (DOG) et quelques années plus tard, en 1871, il part s’établir dans le Tyrol. Il se spécialise dans l’avifaune paléarctique.
Tschusi zu Schmidhoffen exerce une grande influence sur le développement de l’ornithologie en Autriche-Hongrie. Il reçoit, en 1921, le titre de docteur honoris causa de l’université d'Innsbruck. Il est l’auteur de 700 publications. Sa collection de 9 000 peaux d’oiseaux est en grande partie conservée au Muséum de Vienne, le reste est conservé au Zoologische Staatssammlung München de Munich et à l’institut ornithologique de Salzbourg.

## Source
- (de) « Biographie de l’université de Graz » (version du 30 septembre 2007 sur Internet Archive)